# Льянос-де-Оливенса
Льянос-де-Оливенса (исп. Llanos de Olivenza)  — район (комарка) в Испании, входит в провинцию Бадахос в составе автономного сообщества Эстремадура.

## Муниципалитеты
| Муниципалитет           | Население | Площадь км² | Плотность населения чел./км² |
| ----------------------- | --------- | ----------- | ---------------------------- |
| Алькончель              | 1.979     | 295         | 6,71                         |
| Альмендраль             | 1.352     | 67,44       | 20,05                        |
| Баркаррота              | 3.865     | 136,1       | 28,4                         |
| Челес                   | 1.296     | 47,90       | 27,06                        |
| Игера-де-Варгас         | 2.184     | 68          | 32,12                        |
| Ногалес                 | 826       | 80,54       | 10,26                        |
| Оливенса                | 11.512    | 430         | 26,77                        |
| Талига                  | 694       | 31,55       | 22                           |
| Торре-де-Мигель-Сесмеро | 1.206     | 58          | 20,79                        |
| Вальверде-де-Леганес    | 3.894     | 73          | 53,34                        |
| Вильянуэва-дель-Фресно  | 3.564     | 360         | 9,9                          |